# 胡椒月亮
胡椒月亮（Peppermoon），是法國巴黎的一個pop樂團，由皮耶·法（Pierre Faa，詞曲作者、鍵盤手）

和艾莉絲·柯許列夫（Iris Koshlev，主唱）成立於2006年。
2005年12月15日，皮耶和艾莉絲首次相遇於日本演唱團體Buzy位於 La Boule Noire 的演唱會

。之後一同組成了以披頭四樂團歌曲《佩珀中士的孤獨之心俱樂部樂團》（Sgt. Pepper's Lonely Hearts Club Band）爲靈感而命名的「胡椒月亮」（Peppermoon）。
他們第一任的吉他手為貝諾伊特·皮隆（2006年-2010年），之後是麥克西默·列克勒克（2010年-）。

## 音樂作品

### 專輯
- 2008年 
- 2010年 

## 外部連結
- Pappermoon facebook頁面 （页面存档备份，存于）
- Pappermoon myspace頁面 （页面存档备份，存于）